# Nanohammus yunnana
Nanohammus yunnana là một loài bọ cánh cứng trong họ Cerambycidae.